# Costa Vescovato
Costa Vescovato – miejscowość i gmina we Włoszech, w regionie Piemont, w prowincji Alessandria.
Według danych na styczeń 2010 gminę zamieszkiwały 384 osoby przy gęstości zaludnienia 49,5 os./km².